# Haruka Tachimoto
Haruka Tachimoto (田知本 遥, Imizu, Prefectura de Toyama, Japó, 2 d'agost de 1990) és una judoka japonesa. She competed in the 70 kg event at the 2012 Summer Olympics. El 2016 va aconseguir la medalla d'or als Jocs Olímpics de Rio, després de derrotar a la número 1 i la número 2 del rànquing mundial de judo.